# Partito della Vittoria
Il Partito della Vittoria (in turco Zafer Partisi, ZP) è un partito politico turco di orientamento ultranazionalista, fondato da Ümit Özdağ nel 2021.

## Storia
Il partito è stato fondato da Ümit Özdağ, ex politico del Partito del Movimento Nazionalista (MHP) e, più recentemente, del Buon Partito (İYİ), da cui è stato espulso nel novembre 2020 in seguito a ripetuti contrasti con la dirigenza del partito. Circa due mesi dopo, l'espulsione è stata annullata da un tribunale di Ankara, ma Özdağ ha infine lasciato volontariamente il partito nel marzo 2021. Secondo le sue parole, il partito è stato inizialmente organizzato sotto il nome di Movimento Ayyıldız (lett. "Movimento mezzaluna e stella") con l'obiettivo di "definire lo slogan del nazionalismo turco lungo le linee di Atatürk". La richiesta di fondazione al Ministero dell'interno è stata presentata e approvata il 26 agosto 2021.
Nel 2022, un anno prima delle elezioni presidenziali del 2023, Özdağ ha invitato pubblicamente il sindaco di Ankara Mansur Yavaş a candidarsi alla presidenza, ma questi ha declinato l'offerta, preferendo sostenere il leader del proprio partito, Kemal Kılıçdaroğlu. Nel febbraio 2023, Muharrem İnce, leader del Partito della Patria, ha annunciato che il suo partito stava valutando un'alleanza elettorale con il Partito della Sinistra Democratica, il Partito della Vittoria, il Partito della Verità e il Partito della Giustizia in vista delle elezioni. Durante i negoziati, Özdağ ha indicato İnce come possibile candidato, ribadendo tuttavia di preferire Mansur Yavaş qualora avesse deciso di scendere in campo. Di conseguenza, İnce si è ritirato dalle trattative, affermando di non voler ricoprire il ruolo di candidato di riserva.
Poiché né Yavaş né İnce hanno accettato di candidarsi, la neonata Alleanza Ancestrale ha scelto Sinan Oğan come proprio candidato alle presidenziali, dove è arrivato terzo al primo turno con il 5,17% dei voti. Il 21 maggio 2023, a causa di disaccordi su chi sostenere nel secondo turno, l'alleanza si è sciolta e il Partito della Vittoria ha dichiarato il suo sostegno a Kılıçdaroğlu. Oğan, invece, ha dichiarato il proprio appoggio a Recep Tayyip Erdoğan.

### Arresto di Ümit Özdağ
Nel gennaio 2025, Ümit Özdağ è stato arrestato dalle autorità turche con l'accusa di "istigazione all'odio e all'ostilità", in particolare per le sue posizioni dure contro la politica migratoria e la partecipazione a manifestazioni. Condannato a due anni e quattro mesi di carcere, è stato successivamente rilasciato in attesa dell'appello. Il suo arresto ha suscitato forti reazioni nell'opposizione e nella società civile, che hanno denunciato un inasprimento della repressione contro le voci critiche verso il governo, soprattutto in materia di immigrazione.

## Ideologia
Il Partito della Vittoria promuove un nazionalismo turco tradizionale, fondato sulla sovranità nazionale, la tutela dei valori culturali turchi e una politica migratoria restrittiva. Ritiene che l'ingresso massiccio di migranti, in particolare siriani e afghani, risponda a un disegno delle potenze straniere volto a modificare la composizione demografica della Turchia, una strategia definita "deturchizzazione". Per contrastarla, propone il rimpatrio immediato dei migranti irregolari e il progetto Fortezza Anatolica, mirato al rafforzamento dei controlli di frontiera e alla prevenzione di infiltrazioni migratorie o terroristiche.
In politica estera, Özdağ rifiuta l'impostazione ideologica ispirata ai Fratelli Musulmani seguita dall'AKP e propone una linea guidata unicamente dagli interessi nazionali. In tale ottica, si oppone al sostegno alla causa palestinese e al riconoscimento del genocidio armeno.

## Risultati elettorali
| Elezione          | Voti      | %    | Seggi   | Posizione         |
| ----------------- | --------- | ---- | ------- | ----------------- |
| Parlamentari 2023 | 1 215 264 | 2,23 | 0 / 600 | Extraparlamentare |

| Elezione           | Elezione | Candidato  | Voti      | %    | Esito                |
| ------------------ | -------- | ---------- | --------- | ---- | -------------------- |
| Presidenziali 2023 | I turno  | Sinan Oğan | 2 831 208 | 5,17 | ❌ Non eletta/o (3º) |